# 连城镇 (永登县)
连城镇，是中华人民共和国甘肃省兰州市永登县下辖的一个乡镇级行政单位。

## 行政区划
连城镇下辖以下地区：
铁家台社区、浪排村、连城村、东河沿村、淌沟村、丰乐村、永和村、明家庄村和牛站村。

## 中国传统村落
2012年，连城村被评为首批“中国传统村落”。